# Big in Japan (gruppo musicale)
I Big in Japan sono stati un gruppo musicale punk attivo dal 1977 al 1978.
Sono noti più per il successo che i membri del gruppo hanno avuto in seguito che non per la loro musica. Secondo il Liverpool Echo, i Big in Japan furono    "un supergruppo con una differenza: i suoi membri divennero super solo dopo aver lasciato il gruppo."

## Storia
I membri del gruppo provenivano dalla stessa scena di band quali Echo & the Bunnymen e Teardrop Explodes. Si fecero notare sin dai primi concerti anche per il loro look stravagante: la cantante Jayne Casey si esibiva con un paralume sopra la testa rasata mentre il chitarrista Bill Drummond suonava indossando un kilt.
La band si sciolse dopo un ultimo concerto all'Eric's il 26 agosto 1978. Durante la loro esistenza i Big in Japan registrarono quattro canzoni che furono incluse nell'EP From Y to Z and Never Again, che in realtà venne registrato e messo in vendita per sanare dei debiti contratti dal gruppo, ma che poi ebbe come piacevole  conseguenza (non voluta inizialmente) di far nascere un'etichetta: la Zoo, che realizzò in seguito le prime uscite discografiche degli  Echo & the Bunnymen, dei  Teardrop Explodes, e di altri gruppi. La band registrò anche una  Peel Session il 12 febbraio 1979, con la  line-up formata da Casey, Broudie, Johnson and Budgie; la session fu mandata in onda il 6 marzo 1979.
I Big in Japan in definitiva registrarono ufficialmente solo sette canzoni: una su singolo, quattro sull'EP  From Y to Z and Never Again, e due su di una compilation.  Cinque di queste canzoni sono disponibili ora sulla compilation  The Zoo: Uncaged 1978-1982.

## Formazione
- Jayne Casey - cantante
- Bill Drummond - chitarrista
- Holly Johnson - bassista
- Budgie - batterista
- Ian Broudie
- David Balfe
- Kev Ward
- Phil Allen

## Discografia

### Album in studio
- 1978 - Street to Street: A Liverpool Album

### Raccolte
- 1982 - To the Shores of Lake Placid
- 1990- The Zoo' Uncaged 1978-1982

### EP
- 1978 - From Y to Z and Never Again

### Singoli
- 1977 - Brutality, Religion and a Dance Beat